# Universum Film AG
Universum Film AG, désormais UFA GmbH, en abrégé « UFA », est une société de production et de distribution cinématographique allemande fondée en 1917, au départ dans un but de propagande politique et militaire. 
L'UFA fut l'une des sociétés de production les plus importantes de l'Allemagne durant la première moitié du XXe siècle (notamment sous la république de Weimar).
Nationalisée en 1937, elle devint ensuite un organisme de propagande d'État sous le régime nazi. Elle créa en 1940 une filiale française, la Continental-Films. En 1942, elle regroupe l'ensemble du cinéma allemand, sous le monopôle UFA-Film GmbH (UFI).
D'abord dissoute en 1945 durant la dénazification, ses actifs en République démocratique allemande forment en 1947 la Deutsche Film AG. Ses actifs situés en République fédérale allemande ont été absorbés en 1964 par Bertelsmann, puis à travers la filiale FremantleMedia, reconstitués en tant que société en 2013, qui récupère ceux de la défunte Deutsche Film AG.

## Histoire de la société

### Fondation
Le 13 janvier 1917 naît la BUFA (Bild- und Filmamt) sur décision du chef suprême des armées allemandes afin de réorganiser le service d'information, notamment la propagande intérieure et extérieure, pour rivaliser avec les Alliés, beaucoup mieux équipés. Il s'agit de mettre en œuvre une guerre psychologique, un programme développé par Erich Ludendorff. Le 18 décembre 1917, la Universum-Film AG est constituée à Berlin avec un capital de 25 millions de marks. Les principaux actionnaires de cette société à capitaux mixtes sont l’État allemand et la Deutsche Bank et le président est Emil Georg von Stauß.

### Âge d'or du muet

Ancien logo de l'Universum Film AG.

Les studios UFA connurent leur heure de gloire dans les années 1920 et 1930.
Les studios (Tempelhof Studios) sont installés à Berlin-Tempelhof. La Deutsche Bank réussit à faire réorienter la production vers le grand public via la Projektions-AG Union qui produit par exemple des comédies d'Ernst Lubitsch dès 1918. En 1921, après sa totale privatisation, la UFA devient la première société de production du pays. En 1922, de nouveaux studios sont construits à Babelsberg puis sur Oberlandstrasse à Berlin, devenant les plus grosses infrastructures européennes en 1926. En 1923, en pleine crise financière, sous la direction d'Erich Pommer, des concurrents sont rachetés, notamment la Decla-Bioscop AG. Il propulse Emil Jannings, Pola Negri, Conrad Veidt et Lya de Putti au rang de stars internationales. 
Ses premiers réalisateurs de l'époque du cinéma muet furent parmi les plus notables : Ludwig Berger, Ewald André Dupont, Carl Froelich, Karl Grune, Fritz Lang, Ernst Lubitsch, Joe May, Friedrich Wilhelm Murnau, Georg Wilhelm Pabst, Otto Rippert, Arthur Robison, Wilhelm Thiele, Paul Wegener, etc.

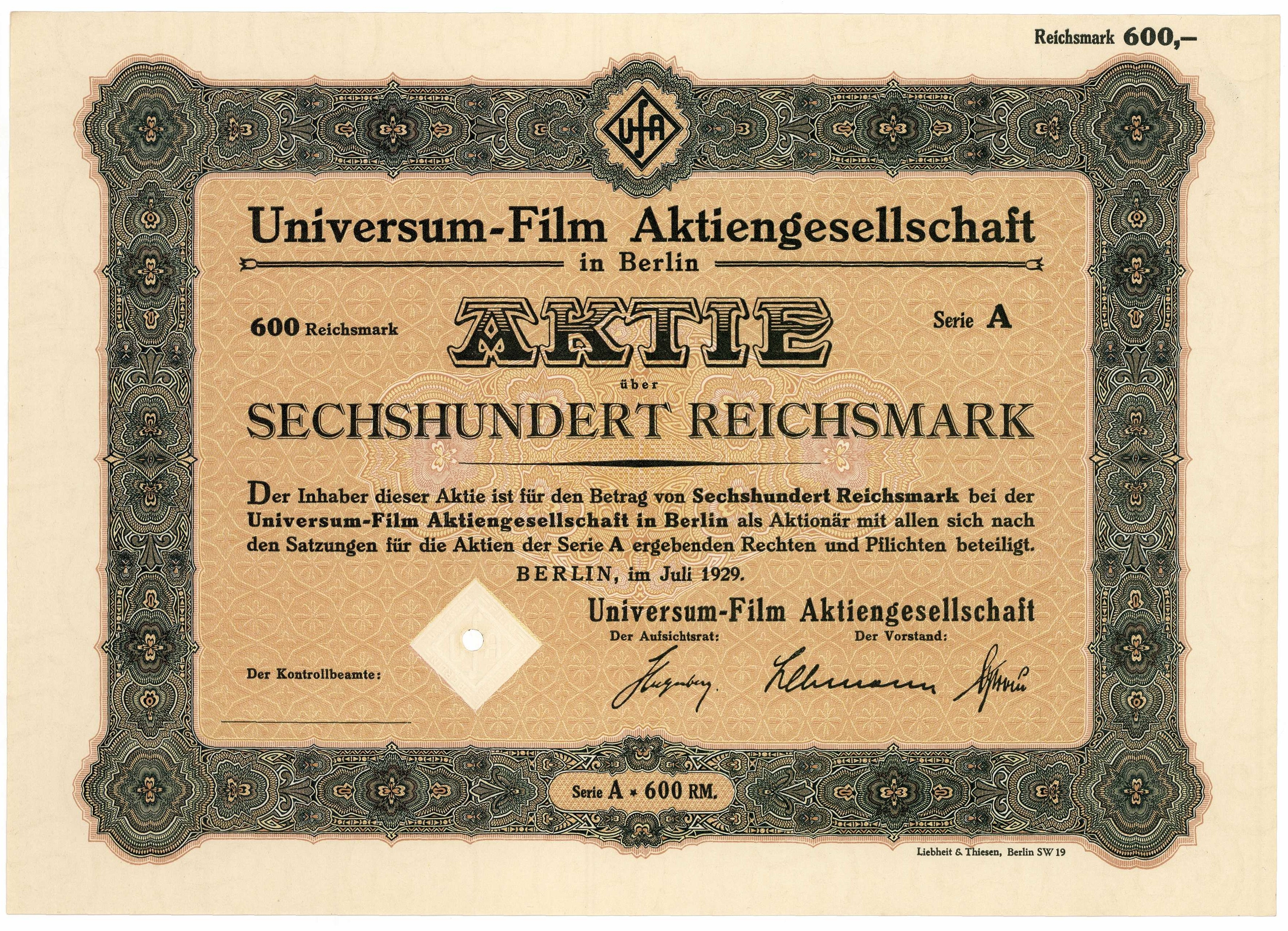
Action de l'Universum-Film AG en date du juillet 1929, avec signature de Hugenberg.

En 1927, la UFA rencontre de grosses difficultés à l'export, certains de ses meilleurs réalisateurs partent aux États-Unis, et par ailleurs les films américains connaissent un franc succès en Allemagne, « Paramount, MGM et Universal viennent à Berlin imposer des accords léonins ». La superproduction Metropolis s’avéra beaucoup plus coûteuse que prévu. Alors que la banqueroute menace, Alfred Hugenberg, président du groupe Scherl (le « Hugenberg-Konzern ») et secrétaire général du DNVP, est appelé à la tête des studios pour les recapitaliser et les réorganiser. En 1928, il nomme Ernst Hugo Correl directeur général, c'est lui qui assure la transition vers le parlant en nouant un accord avec la Tobis-Klangfilm. En 1930, la UFA connaît le succès mondial avec L'Ange bleu.

### Période nazie (1933-1945)
Dès 1933, la UFA connaît une nouvelle ère de prospérité grâce aux mesures protectionnistes mises en place par le gouvernement nazi. Joseph Goebbels s'implique personnellement dans le destin de la compagnie. Hugenberg est écarté. Dès le 29 mars 1933, à l'initiative de la UFA, 26 personnalités juives sont licenciées. 
En mars 1937, Hugenberg  est forcé de vendre la plupart de ses parts à la Cautio Treuhand GmbH, une société comptable appartenant au gouvernement nazi : c'est la nationalisation, avec Emil Georg von Stauß comme président du conseil d'administration et Ludwig Klitzsch directeur général. En mai, Carl Froelich est nommé directeur du Comité artistique mais il reporte à Goebbels, qui lui, possède des parts dans la UFA via la Cautio Treuhand. En 1939, le directeur de la production, Ernst Hugo Correll, est licencié parce qu'il refuse d'adhérer au NSDAP.
En 1940, sort des ateliers La Belle Diplomate (Frauen sind doch bessere Diplomaten), de Georg Jacoby, premier film allemand en couleurs, et désastre financier. 
En janvier 1942, la UFA devient une filiale du monopole d’État UFA-Film GmbH (UFI), lequel regroupe toutes les sociétés allemandes de productions, telles Bavaria Film, Berlin-Film, Terra Film, Tobis AG... La direction est placée sous celle du Reich Film Direktor, dépendant de la chancellerie. La nationalisation totale des filiales est achevée en 1944.

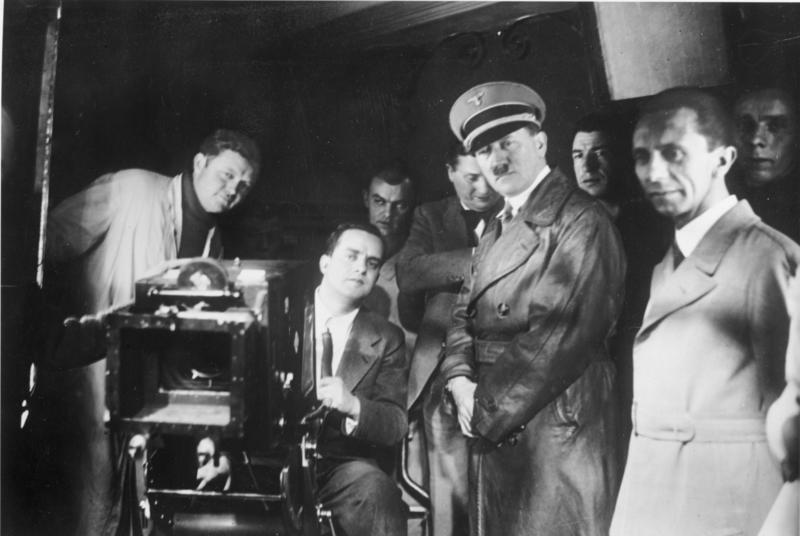
Visite d'Hitler et de Goebbels (à droite), dans les locaux de la UFA en présence notamment à gauche du producteur Günther Stapenhorst (Bundesarchiv, janvier 1935).

Après 1933, de grands réalisateurs tournèrent pour la UFA, comme Carl Boese, Eduard von Borsody, Peter Paul Brauer, Karl Hartl, Georg Jacoby, Gerhard Lamprecht, Herbert Maisch, Paul Martin, Karl Ritter, Reinhold Schünzel, Detlef Sierck, Hans Steinhoff, Robert A. Stemmle, Victor Tourjanski, Gustav Ucicky, Erich Waschneck, Veit Harlan etc.

### Depuis 1945
La UFI est dissoute par les Alliés en juillet 1945 dans le cadre de la dénazification, cette dissolution fut ensuite entérinée par le Bundestag en 1953. Les studios de Berlin et de Babelsberg de la UFA passent sous le contrôle de l'Armée soviétique, futures infrastructures de la Deutsche Film AG fondés en mai 1946, la compagnie d’État de la RDA. De ces studios sort Les assassins sont parmi nous, premier film produit en Allemagne après la guerre. L'homme politique Max Winkler a contribué à la dénazification de la société Universum Film AG, dont la production était tellement associée au Troisième Reich que les rééditions de son catalogue apolitique se révélaient difficiles à commercialiser. 
En 1956, la Bavaria Film est reformée en même temps que la UFA : la Deutsche Bank est le principal actionnaire et c'est Arno Hauke qui est nommé comme directeur. En 1958, la UFA produit un premier film de fiction, Une gamine précoce (Stefanie) de Josef von Báky avec Sabine Sinjen. Suivent une dizaine de films jusqu'en 1969, puis la production s'arrête.
Entretemps, en 1964, Bertelsmann se porte acquéreur des unités de productions de l'UFA situés en RFA, ainsi que du parc des salles de projections. Le Gouvernement allemand créa alors le Friedrich-Wilhelm-Murnau-Stiftung afin de préserver l'héritage de Friedrich Wilhelm Murnau et d'amorcer la restauration de ses films. Nommé par Bertelsmann, Werner Mietzner fonde la UFA Fernsehproduktion, afin de produire des téléfilms, des documentaires, des retransmissions de matchs. En 1984, avec le développement des premières chaînes privées, est fondée la UFA Film und Fernseh GmbH, basée à Hambourg, qui prend des parts dans la Compagnie luxembourgeoise de télédiffusion (CLT). En 1991, cette société de production est leader en Allemagne sur le marché des produits télévisuels.
En 1996, la UFA Film und Fernseh GmbH et la CLT fusionnent pour former la CLT-UFA.
En avril 2000, après une fusion avec Pearson TV, naît le RTL Group, détenu à 90,4 % par Bertelsmann. Les activités internationales sont regroupées ensuite sous FremantleMedia.
Le 9 octobre 2013, après une série de restructurations importantes diligentées par Bertelsmann, la UFA est recapitalisée et comprend désormais trois départements, à savoir :
- UFA Fiction,
- UFA Serial Drama,
- UFA Show (ex. Grundy) & Factual.

## Filmographie

### Productions (1922-1943)
- Docteur Mabuse le joueur (1922, réalisation : Fritz Lang)
- Michaël (1924, réalisation : Carl Theodor Dreyer)
- Les Nibelung (1924, réalisation  Fritz Lang)
- Force et beauté (Wege zu Kraft und Schönheit - Ein Film über moderne Körperkultur) (1925, réalisation  Nicholas Kaufmann et Wilhelm Prager)
- Manon Lescaut (1926, réalisation  Arthur Robison)
- Metropolis (1927, réalisation : Fritz Lang)
- La Femme sur la Lune (Frau im Mond), réalisation : Fritz Lang)
- L'Ange bleu (1930, réalisation : Josef von Sternberg)
- Le Chemin du paradis (Die Drei von der Tankstelle) (1930, réalisation : Wilhelm Thiele)
- Le Congrès s'amuse (1931, réalisation : Erik Charell)
- Viktor und Viktoria (1933, réalisation :  Reinhold Schünzel)
- Pages immortelles (Es war eine rauschende Ballnacht) (1939, réalisation : Carl Froelich)
- La Belle Diplomate (Frauen sind doch bessere Diplomaten) (1941, réalisation : Georg Jacoby; premier film en couleurs allemand)
- Ce diable de garçon (1944, réalisation : Helmut Weiss)
- Les Aventures fantastiques du baron Munchhausen (1943, réalisation : Josef von Báky ; film tourné pour les 25 ans d'existence de la société)

### Distribution de films
- 1961 : Le cave se rebiffe de Gilles Grangier - sous le nom d'UFA Film Hansa[5]
- 2005 : L'Empire des loups de Chris Nahon - sous son nom actuel
- 2015 : Dheepan de Jacques Audiard - sous son nom actuel[6]